# Oropallene minor
Oropallene minor is een zeespin uit de familie Callipallenidae. De soort behoort tot het geslacht Oropallene. Oropallene minor werd in 1963 voor het eerst wetenschappelijk beschreven door Clark. 